# Clopotele serii (cântec)

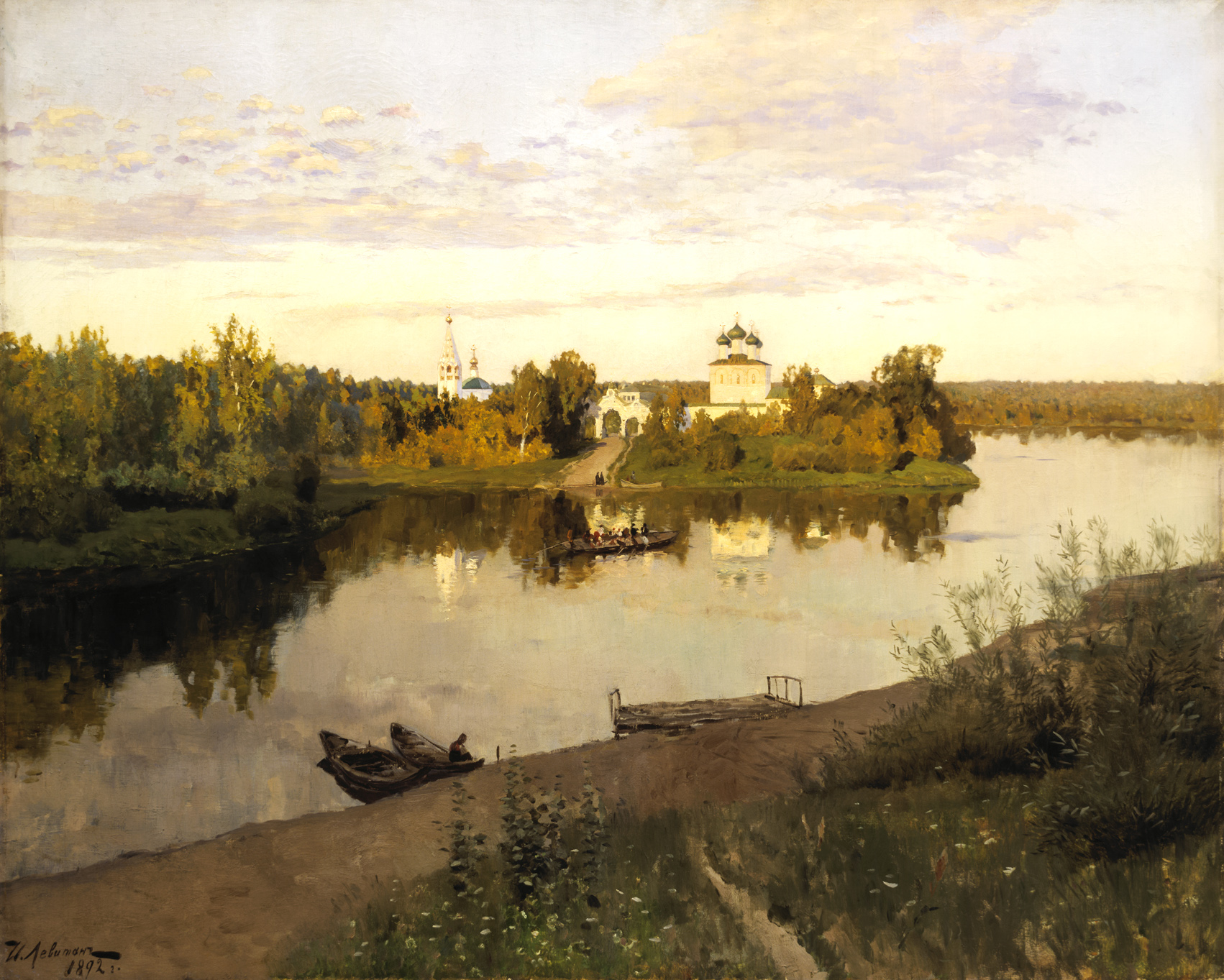
Isaak Levitan. Clopotele serii (1892).

Clopotele serii (titlul original: în rusă Вечерний звон, transliterat: Vecernîi zvon) este un cântec popular rus compus în anul 1828 de Ivan Kozlov și Aleksandr Aliabev. Textul a fost adaptat după versuri pe o temă rusă de Thomas Moore.

## Lirică

### Originalul englezesc
În anul 1818 Thomas Moore a publicat prima sa colecție de National Airs, o colecție de cântece care includea versuri și partituri muzicale de John Andrew Stevenson. Titlul unui verset din Russian airs a fost Those Evening Bells (Aceste clopote de seară) cu subtitlul Air: The bells of St. Petersburg (Clopotele din St. Petersburg), începând astfel:
Those evening bells! Those evening bells!

How many a tale their music tells,

Of youth, and home, and those sweet time,

When last I heard their soothing chime.

..
Moore a menționat faptul că versurile se bazează pe original rusesc, dar toate încercările de a găsi originalul au eșuat.  

### Traducerea de Kozlov
Kozlov era un poet rus dar și un prolific traducător din poeții contemporani de limbă engleză (a tradus din Byron, Charles Wolfe și Thomas Moore). Textul lui în limba rusă , publicat în anul 1928 este mai mult decât o adaptare din originalul englez, Kozlov folosind strofe de șase versuri în loc de catrenele din original. .
| Thomas Moore | Ivan Kozlov | Retraducerea literală |
| --- | --- | --- |
| Those evening Bells (Air: The bells of St.Petersburg) | Вечерний звон (Clopotele serii) | Evening bell (Clopotele serii) |
| Those evening bells! Those evening bells! How many a tale their music tells, Of youth, and home, and those sweet time, When last I heard their soothing chime. ... | Вечерний звон, вечерний звон! Как много дум наводит он О юных днях в краю родном, Где я любил, где отчий дом, И как я, с ним навек простясь, Там слушал звон в последний раз! ... | Evening bell, evening bell! How many a thought it inspires. Of youth days in my native land, Where I loved, where my father's house is. And also of the moment when leaving it forever, I was hearing the bell there for the last time! ... |

## Legături externe
Clopotele serii în interpretarea corului mânăstirii Danilov, solist: Dimitri Savencov